# 芸術写真
芸術写真（げいじゅつしゃしん,Fine-art photography）とは、一般的に、記録、証明等のためではなく、芸術作品として撮影された写真のことである。

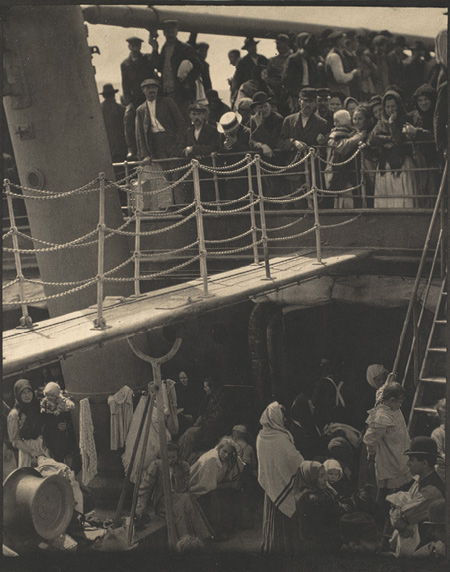
アルフレッド・スティーグリッツ「The Steerage」1907年

## 概要
戦前の世界の芸術写真家としては、マン・レイがあげられる。また、戦前の日本における芸術写真は、欧米のピクトリアリスムの大きな影響を受けつつも、日本画的要素を取り入れたり、特に風景写真（自然）を撮影したり、叙情性を重視するといった独自の特徴を出している。日本では大正10年（1921年）に、大阪の写真研究家上田竹翁が次男の箸尾文雄、写真家の不動健治らとともに「藝術冩眞社」を興し、商業雑誌『藝術冩眞』を刊行した。同年に福原信三が「冩眞藝術社」をつくり、やはり『冩眞藝術』という同人誌を発行して活動している。当時の芸術写真の主要な写真家としては、福原信三、福原路草、野島康三、淵上白陽、高山正隆、山本悍右、山本牧彦らが挙げられるが、これらの写真家に限られることなく、芸術写真を実践した写真家は、数え上げればきりがない。
過剰な細部を省略して、表現したいモティーフや感情を表すことをこころざした。技術的には、空気遠近法を意識し、実際に肉眼に見えるように、近景にコントラストのはっきりしたものを置き、遠景を曖昧にする。地平線の位置を厳密に合わせたうえで、表現のために風景写真に雲を合成する、などの手法を用いた。「見え方」だけを取り上げるのであれば、ストレートフォトグラフィと正反対の表現ともいえる。また1930年代の日本における新興写真運動を理論づけた評論家の伊奈信男はこの従来の絵画表現を模倣する芸術写真という言葉に対し、報道写真やリアルフォトなど、写真本来の独自の機能である記録性を重視した写真表現を写真芸術と位置づけた。これはモホリ＝ナジ・ラースローらの独逸国際移動写真展に決定的な影響を受けたものである。戦前の芸術写真は、1923年の関東大震災後に、「構成派」と呼ばれる淵上白陽を中心とした写真家たちによる作品群（外見的には、ソフトフォーカスを残しつつより抽象化・構成化、内面的には、自然の「写生」から主観化・自己表現化）を生み出し、これを媒介として上に述べた新興写真が興っていくが、それにより、芸術写真が消滅してしまった訳ではなく、脈々とその流れは絶えることなく、戦後まで続いていく。
日本における芸術写真の歴史的な重要性の1つは、こうした理念が紹介されることにより、特殊な技術者だけではなくアマチュアにも写真撮影が普及し、「芸術表現」としての写真という概念が定着することになった、という点を挙げることができる。

## 戦後の芸術写真

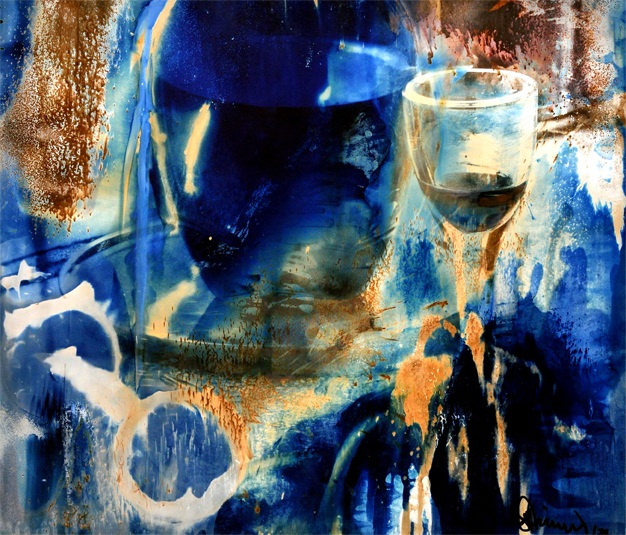
ドイツの写真家ヨーゼフ・H・ノイマン 化学の技術を使った写真技法ケモグラムによって作成された作品「グスタフI」（1976）

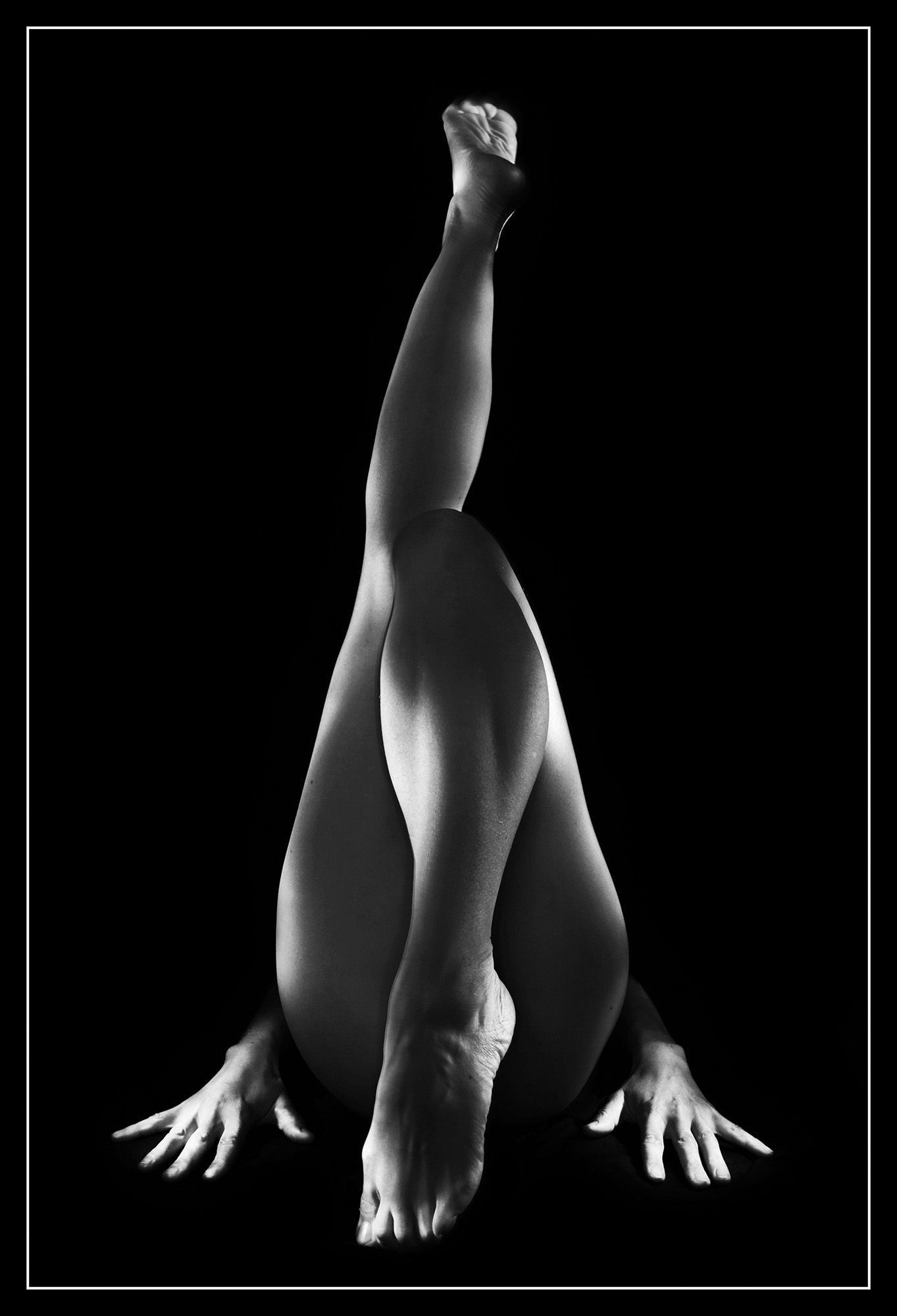
ヌード写真一例

戦後の日本を代表する写真家と言えば植田正治、土門拳、秋山庄太郎、細江英公ら純粋芸術的な作家があげられるが、ファインアートの重要な要素の一つとしてヌードがあるのを忘れてはならない｡
人物写真の分野でも活人画等の影響を受けたヌード写真がある。
世界の芸術写真家としては、ヘルムート・ニュートンやジョック・スタージェス、デヴィッド・ハミルトンらがいる。日本では､1990年代に入りヘアヌードという和製英語まで出来て､日本での規制の解禁の象徴となっている｡荒木経惟、篠山紀信、加納典明らが有名である。
また、1990年代後半に日本で流行したガーリーフォトと呼ばれた若い女性たちの写真の一傾向がある。これまで男性の被写体となる事が多かった女性達が、身近で日常的なものを被写体として撮影する側になり、女性目線のガーリー(女の子らしい)な写真を撮るようになった。HIROMIX､蜷川実花、長島有里枝が代表的写真家である｡

## 写真雑誌

### 現行
- 日本フォトコンテスト→フォトコン（英語版）（1974年-、日本写真企画）

### 過去
- カメラ→写真文化→写真科学→CAMERA（1921年-1956年、アルス）
- 芸術写真研究（1922年-1940年/1951年-1970年、アルス）
- フォトタイムス（1924年-1941年、フォトタイムス社）
- アサヒカメラ（1926年-2020年、朝日新聞社→朝日新聞出版）
- カメラマン（1927年-?、アルス）
- 新興写真研究（1930年-1931年、新興写真研究会）
- 光画（1932年-1933年、聚楽社→光画社）
- 写真サロン（1933年-1940年/1951年-1961年、玄光社）
- 光画月刊→月刊カメラ（1939年-?、光画荘）
- フォトアート（1949年-1977年、研光社）
  - 特集フォトアート（1957年-1977年、研光社）
- 日本カメラ（1950年-2021年、日本カメラ社）
- カメラ毎日（1954年-1985年、毎日新聞社）
- カメラの友（1955年-?、光画荘）
- フォトコンテスト→カメラ時代（1956年-1967年、写真文化振興会→写真の世界社→写真同人社）
- 旬刊フォトコンテスト→月刊フォトコンテスト（1967年-1973年、写真評論社）
- provoke（1968年-1970年、プロヴォーク社）
- 写真時代（1981年-1988年、白夜書房）
- deja-vu（1990年-1993年、フォト・プラネット）
- ASPHALT（2008年-2012年、アスファルト出版）